# Чистяково (Ростовская область)
Чистяко́во — село в Советском районе Ростовской области.
Входит в состав Советского сельского поселения.

## Физико-географическая характеристика
Село расположено в степи, на правом берегу реки Чира, в пределах Доно-Донецкой равнины, на высоте около 90 метров над уровнем моря. Рельеф местности холмисто-равнинный, у реки Чира обрывы. Почвы — чернозёмы южные, в пойме Чира — пойменные слабокислые и нейтральные.
Близ села проходит региональная автодорога Обливская — Советская — Каргинская. По автомобильным дорогам расстояние до областного центра города Ростова-на-Дону составляет 370 км, до районного центра станицы Советской — 8,7 км.
Часовой пояс
Чистяково, как и вся Ростовская область, находится в часовой зоне МСК (московское время). Смещение применяемого времени относительно UTC составляет +3:00.

## История
Дата основания не установлена. В середине XIX века населённый пункт был известен как слобода Чистяковская. Слобода относилась к Усть-Медведицкому округу Земли Войска Донского (с 1870 — Область Войска Донского). В 1859 году в слободе Читяковской имелось 211 дворов, православная церковь, проживало 366 душ мужского и 356 женского пола. Население слободы было преимущественно неграмотным. По переписи 1897 года в слободе проживали 689 мужчин и 993 женщины, из них грамотных мужчин 256, женщин 50. Слобода являлась центром Чистяковской волости, в состав которой по состоянию на 1897 год входили посёлки Васекинский, Гусинский, Карасёв, Малахов, Пронинский, Сенюткин и Ханжинский.
Согласно алфавитному списку населённых мест Области Войска Донского 1915 года в слободе имелось волостное и сельское правления, церковь, земская и церковно-приходская школы, земельный надел сельского общества составлял 1171 десятину, всего в слободе проживало 898 мужчин и 827 женщин.
Согласно Всесоюзной переписи населения 1926 года в хуторе Чистяков Чистяковского сельсовета Обливского района Шахтинско-Донецкого округа Северо-Кавказского края проживало 1021 человек, из них великороссов — 1009.

## Население
Динамика численности населения по годам:
| 1859 | 1873 | 1897 | 1915 | 1926 | 1987 |
| ---- | ---- | ---- | ---- | ---- | ---- |
| 722  | 862  | 1382 | 1725 | 1021 | ≈580 |

| 2010 |
| ---- |
| 514  |

## Улицы
| - ул. 1 Мая - ул. Гагарина - ул. Западная - ул. Комсомольская | - ул. Советская - ул. Степная - пер. Речной - пер. Северный |

## Достопримечательности
В селе находится Мемориал павшим воинам-односельчанам в Великую Отечественную войну.